# Vietorschule
Das Gebäude der Vietorschule in Bremen-Schwachhausen, Ortsteil Bürgerpark, Carl-Schurz-Straße 25, diente einer privaten Mädchenschule und heute einer Grundschule.
Das Gebäude wurde 1984 als Bremer Kulturdenkmal unter Denkmalschutz gestellt.

## Geschichte
Das zweigeschossige Schulhaus mit der großen Fledermausgaube entstand von 1912 bis 1913 nach Plänen der Bremer Architekten August Abbehusen und Otto Blendermann als Neubau für die Vietorschule.
Die Pädagogin Anna Vietor leitete seit 1899 eine Schule, die ihren Namen trug und seit 1912 den Namen Private Höhere Mädchenschule (Lyzeum Anna Vietor) führte. Die staatlich anerkannte Schule fand immer größeren Zuspruch. Der Neubau wurde nach ihren Vorstellungen errichtet und hatte große, helle Räumen. Die Schule wurde 1922 – wie auch andere private Schulen – verstaatlicht. Die Vietorschule trug ihren Namen noch bis in den Zweiten Weltkrieg. 1944 entstanden durch Bomben schwere Schäden am Gebäude, und 53 Tote waren zu beklagen. An der Schule war u. a. die Pädagogin und Frauenrechtlerin Käthe Stricker von 1908 bis 1923 tätig.
Seit 1945 ist hier die Grundschule an der Carl-Schurz-Straße untergebracht.

## Weblink
- Website der Grundschule Carl-Schurz-Straße